# ヨハン・クライフ財団

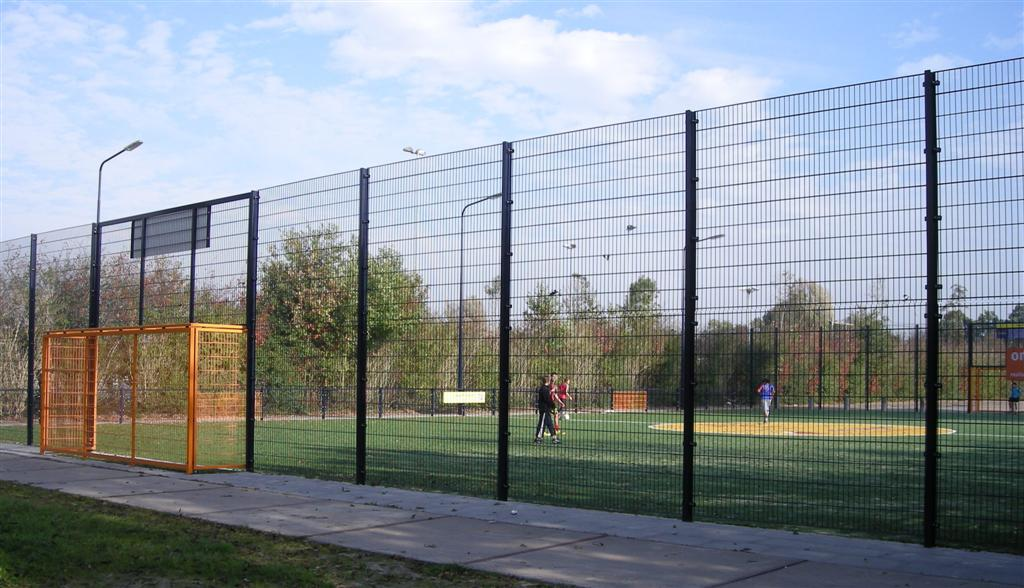
クライフ・コート

ヨハン・クライフ財団（ヨハン・クライフざいだん、英語: The Johan Cruyff Foundation）は、子どもにスポーツを楽しむ機会を与えることを目的に、オランダの元サッカー選手ヨハン・クライフが1997年に創設した財団。事務局はアムステルダムのオリンピックスタジアムにおかれている。ヨハン・クライフ基金とも呼ばれる。

## 活動内容
主な活動には、子どもが安全かつ気軽にサッカーを楽しむための「クライフ・コート（Cruyff Court）」と呼ばれる人工芝のピッチの設置や、発展途上国の子どもや障害児を対象としたスポーツ活動支援などがある。
クライフ・コートは、2003年から同財団により、オランダのプロサッカーリーグ、エールディヴィジの年間若手最優秀選手に与えられるヨハン・クライフ賞の副賞ともなっている。これによって受賞選手にはクライフ・コートを設置する場所を選ぶ権利が与えられる。多くの場合、選手とゆかりのあるオランダの市町村が選ばれるが、イブラヒム・アフェレイのようにモロッコの都市を希望し、実際に設置された例もある。他に同様の実例としては、2007-2008から2009-2010シーズンの3シーズンの間をVVVフェンローでプレーし、オランダ二部リーグで年間MVPを受賞した日本代表MF本田圭佑にも副賞のクライフコート設置の権利が与えられ、2011年8月、本田は自身の出身校の星稜高校がある金沢市に「本田圭佑クライフコート」という正式名称で設置して今日に至っている。